# Massanes
Massanes er en catalansk by og kommune i comarcaet Selva i provinsen Girona i det nordøstlige Spanien. Den dækker et areal på 26 km2
og har 843 (2024) indbyggere.